# Systematic
Systematic foi uma banda norte-americana de rock, fundada em 1996 em Oakland, Califórnia. No ano 2000 eles assinaram contrato com a The Music Company, na época a gravadora de Lars Ulrich, baterista do Metallica. O Systematic chegou a abrir shows para alguns grupos famosos, como Godsmack e Staind. A banda lançou dois álbuns de estúdio (vendendo cerca de 80 mil copias) antes de se separarem em 2004. No ano de 2011, o Systematic realizou um show único de reunião com todos os integrantes originais para celebrar o 10º aniversário de seu álbum de estréia.

## Discografia
- Somewhere in Between (2001)
- Pleasure to Burn (2003)

## Integrantes

### Formação original
| - Tim Narducci - vocal e guitarra (1996 – 2004, 2011) - Adam Ruppel - guitarra (1996 – 2004, 2011) - Nick St. Denis - baixo (1996 – 2002, 2011) - Phillip Bailey - bateria (1996 – 2001, 2011) | - Shaun Bannon - bateria (2001 – 2002) - Johnny Bechtel - baixo (2002 – 2004) - Paul Bostaph - bateria (2002 – 2004) |